# North American F-100
Die North American F-100 Super Sabre (auch genannt Hun) war ein einstrahliges Kampfflugzeug aus US-amerikanischer Produktion, das zur Zeit des Kalten Krieges (1947–1989) im Einsatz war. Sie gehörte zusammen mit der MiG-19 zur ersten Generation der Überschallkampfflugzeuge. Von der Bezeichnung F-100 leitete sich ihr Spitzname Hun (Hundred) ab. Sie war außerdem langlebig und noch bis in die 1980er-Jahre in der Türkei und in Dänemark im aktiven Dienst. F-100 bis F-110 bildeten die Century-Reihe.

## Entwicklung
Sobald die Produktion der F-86 Sabre 1949 begonnen hatte, machte man sich Gedanken um einen Nachfolgetyp. Der Vorstand von North American Aviation beschloss, einen Überschalljäger zu bauen. Darüber hinaus war das Unternehmen bei den wichtigen Ausschreibungen für die F-102 und die F-106 unterlegen, so dass die Fortsetzung des Sabre-Programms betriebswirtschaftlich als einzige sinnvolle Strategie erschien. Aus Sicht der US Air Force war ein Luftüberlegenheitsjäger notwendig, der vor allem bessere technische Eigenschaften als die MiG-15 aufweisen sollte. Im Koreakrieg hatte sich die F-86 in etwa als gleichwertig mit der MiG-15 erwiesen. Insbesondere für den erwarteten europäischen Kriegsschauplatz reichte dies nach Ansicht der Militärplaner aber nicht aus.
Eine modifizierte F-86 befriedigte nicht, wie Versuche mit der F-86C und der Variante F-93A gezeigt hatten. Darum begann North American Aviation mit der Entwicklung völlig neu, nur die Grundkonzeption als Tiefdecker mit zentralem Lufteinlauf blieb erhalten. Die Tragflächen wurden mit 45° gepfeilt. Um Flügelverwindungsprobleme zu vermeiden, kamen die Querruder nach innen. Damit die Landegeschwindigkeit nicht unannehmbar hoch werden würde, kamen noch Vorflügel auf ganzer Länge dazu. Als Triebwerk wurde das Pratt & Whitney J57-7 mit Nachbrenner verwendet. Als Bewaffnung wurden vier 20-mm-Maschinenkanonen des Typs Pontiac M39 eingebaut, eine Weiterentwicklung der Mauser MG213-Revolverkanone. Damit war die Plattform erheblich stärker bewaffnet als die meisten Vorgänger, die sich oft noch auf das Browning M2 als Bordwaffe stützten.

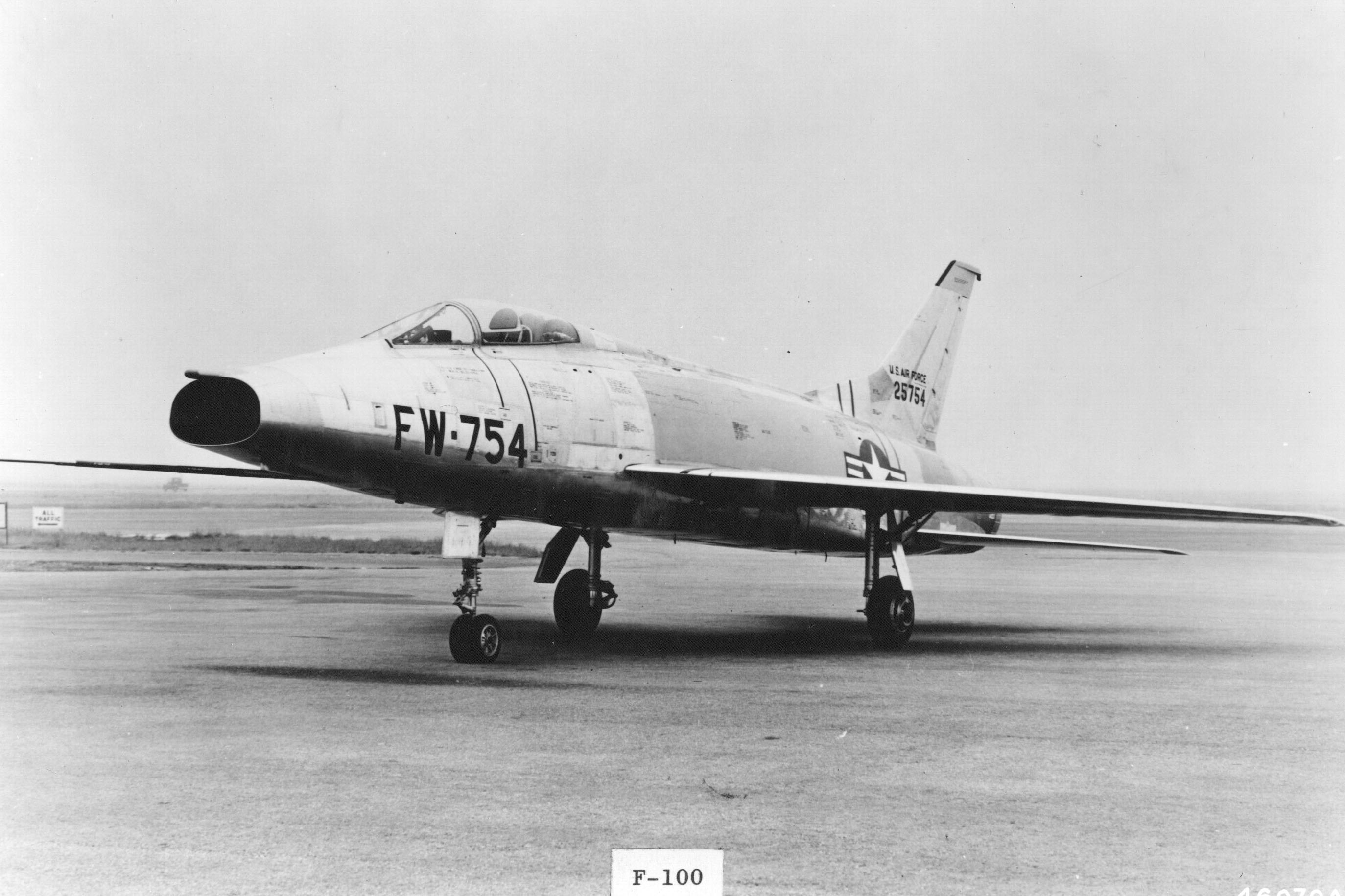
Der YF-100A Prototyp 1953

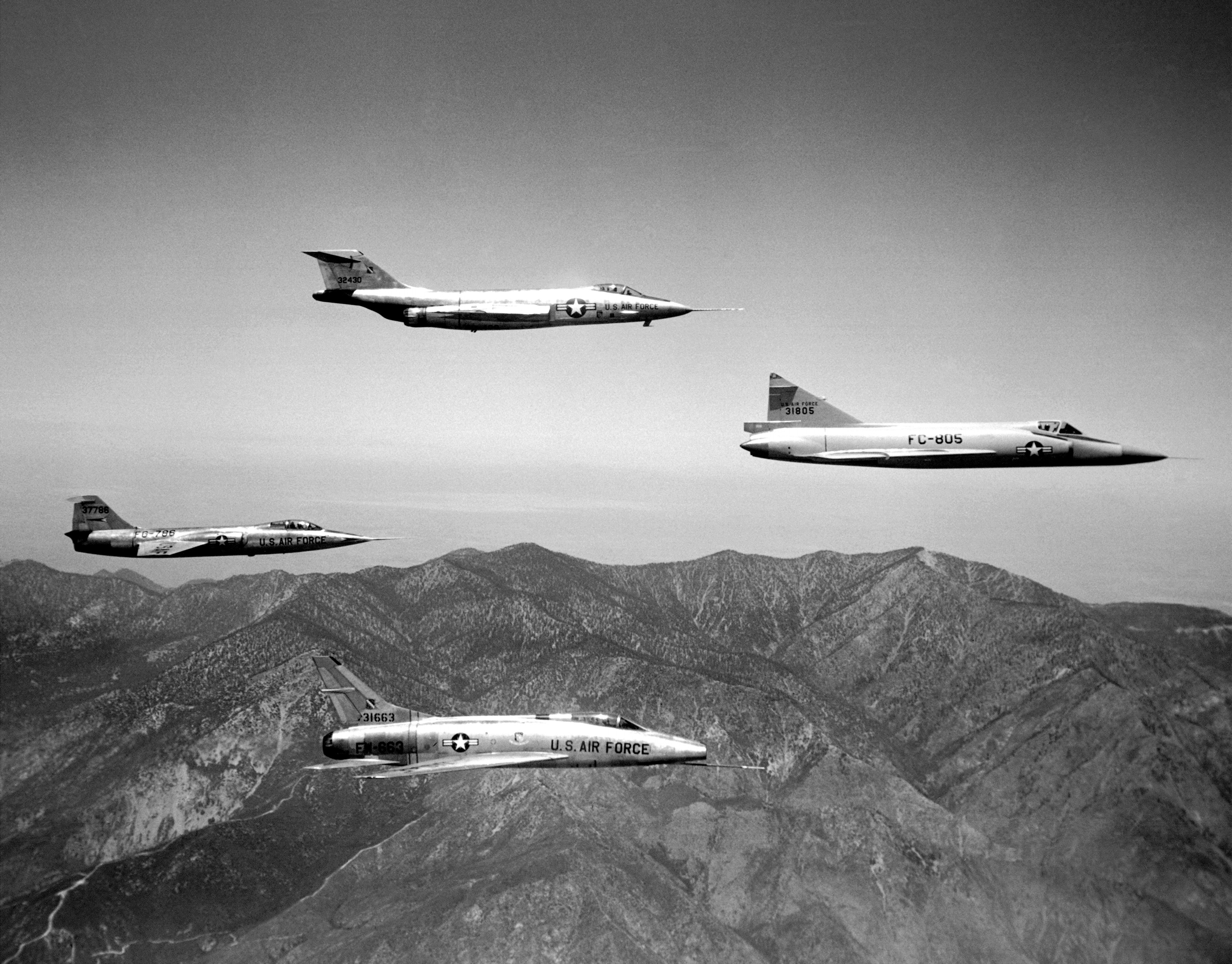
Vergleich: F-104 (links) mit einer F-100 (Mitte unten), F-101 (Mitte oben) und F-102 (rechts) im Mai 1957

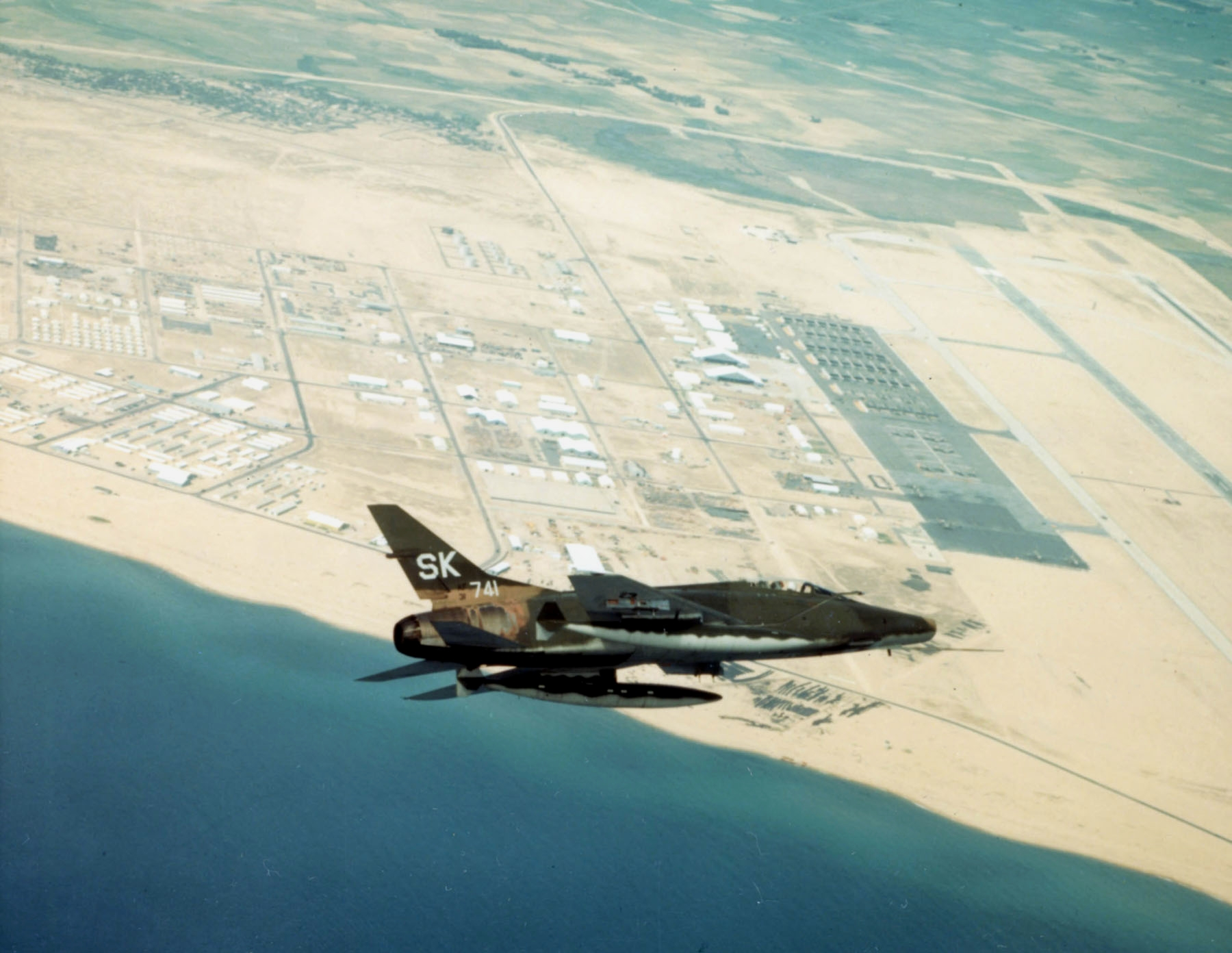
1968/69 wurden auch zwei Staffeln der Air National Guard mit F-100C in Vietnam eingesetzt

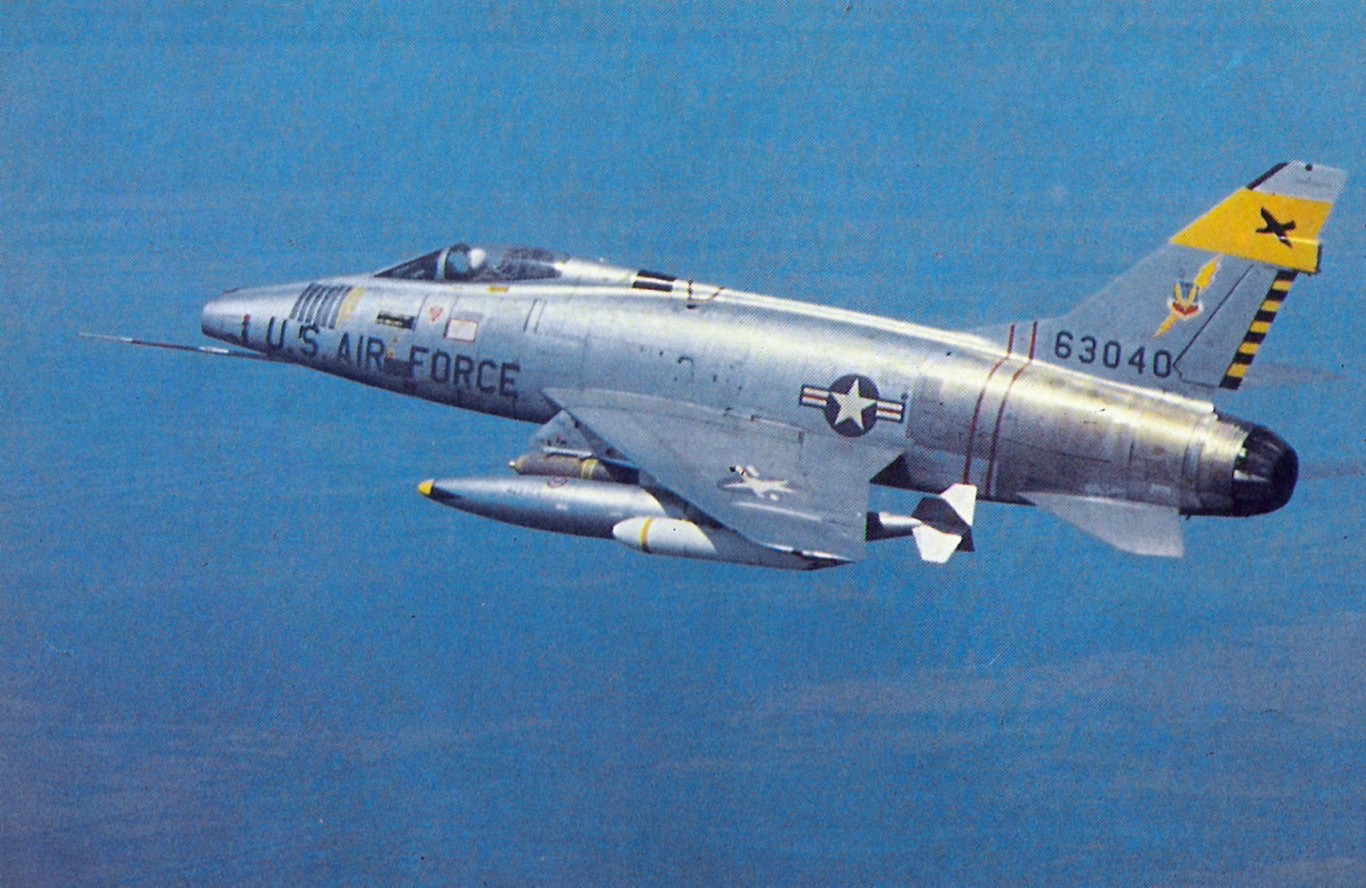
Eine F-100D der 429. TFS über Vietnam im Dezember 1965

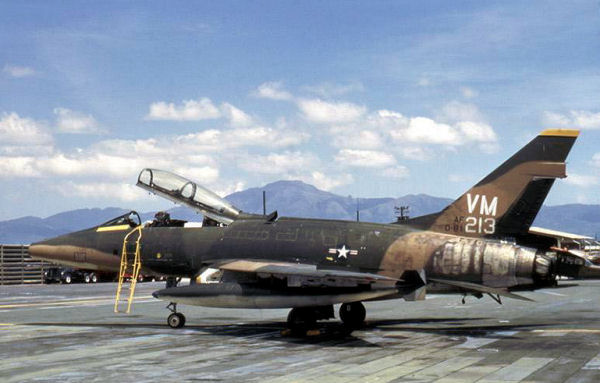
Eine zweisitzige F-100F des 35. TFW in Vietnam, 1971

Die erste Bestellung über zwei Vorserienexemplare YF-100A und 110 F-100A kam am 1. November 1951 und damit noch vor dem Erstflug, der am 25. Mai 1953 durch den US-Testpiloten George Welch auf der Edwards Air Force Base stattfand. Im Januar 1952 schloss das Unternehmen den formalen Vertrag zur Entwicklung der F-100 mit der Air Force. Am 29. Oktober 1953 gelang Pete Everest mit der YF-100A in Salton Sea ein neuer Geschwindigkeitsweltrekord mit 1215,298 km/h. Schon im November 1953 wurden die ersten Serienmaschinen etwas vorzeitig in Dienst genommen.
Ab November 1953 wurde als erste Einheit der 479th Fighter-Bomber Wing mit F-100 ausgestattet. Dabei ging es vorerst vor allem um weitere Erprobung und die Entwicklung von Einsatztaktiken. Im August 1955 erhielt der 3595th Combat Crew Training Wing Maschinen, um die Ausbildung an dem Flugzeug vorzubereiten. Später übernahm auch die 413th Fighter-Day Group Maschinen zur Erprobung.
Im November 1954 bekamen alle 70 bis dahin gefertigten Maschinen Flugverbot, nachdem einige Flugzeuge in der Luft auseinandergebrochen waren. Der F-86-Konstrukteur Ed Schmued hatte schon vorher seine Bedenken angemeldet. Nach seiner Meinung besaß die F-100 durch den langen Rumpf und die kurzen Flügel nur eine unzureichende Richtungsstabilität. Die Maschine drohe in bestimmten Flugzuständen plötzlich zu taumeln. Ray Rice und die anderen Entscheidungsträger im Konstruktionsteam setzten sich gegenüber Ed Schmued durch. Der Rumpf der Serienmaschine F-100A wurde sogar noch verlängert und das Seitenleitwerk drastisch gekürzt, um eine möglichst hohe Fluggeschwindigkeit zu erreichen. Dies hatte eine fatale Auswirkung auf die Richtungsstabilität, so befand sich die Kugel des Wendezeigers nur dann in der Mitte, wenn er diese von rechts oder links passierte. Der Cheftestpilot George Welch verunglückte am 12. Oktober 1954 als erster mit der F-100A tödlich. Einige Wochen später ereignete sich der zweite Absturz und nur wenige Tage darauf der dritte. Die gekürzte Seitenflosse und der lange Rumpf führten zu einer Koppelung von Roll- und Giermomenten (Wende-Rollmoment). Das versetzte die Maschine in einen unkontrollierbaren Flugzustand. Dieser Effekt ist heute unter der Bezeichnung Trägheitskopplung bekannt und gefürchtet. Als Lösung mussten alle schon produzierten oder auf der Fertigungsstraße befindlichen Flugzeuge mit einer um 27 % größeren Seitenflosse versehen werden, gleichzeitig wurde die Spannweite um 66 cm erhöht. Damit konnte erst Anfang 1955 mit der Auslieferung neu begonnen werden.
Das Modell F-100A zeigte zahlreiche weitere technische Probleme. Deren Behebung und die Einsatzfähigkeit mit der 1956 erstmals für die Truppe verfügbaren Luft-Luft-Lenkrakete AIM-9 Sidewinder waren die wesentlichen Anforderungen an die Nachfolgemodelle F-100C und D. Darüber hinaus hatte die Führung der Air Force bereits im Januar 1954 beschlossen, die F-100 stärker als Jagdbomber einzusetzen, nachdem die eigentlich dafür vorgesehene Republic F-84 diese Rolle nur ungenügend erfüllte. Insbesondere die F-100D wurde wesentlich als Jagdbomber konzipiert.

## Einsatz
In Trainingsflügen stellte sich schnell heraus, dass die F-100 vor allem im hohen Geschwindigkeitsbereich ihre Möglichkeiten ausspielen konnte. Die Einsatzdoktrin sah deshalb schnelle Hit-and-Run-Angriffe und die Vermeidung längerer Luftkämpfe mit Kurvenflügen vor. Im Vergleich mit der in der Spitze gleich schnellen Mikojan-Gurewitsch MiG-19, die 1955 in die Serienproduktion ging, zeigte sich eine überlegene Manövrierfähigkeit der F-100 bei Geschwindigkeiten ab Mach 0,9. Bei geringeren Geschwindigkeiten dominierte die MiG. Darüber hinaus war die MiG-19 im Steigflug schneller. Im Horizontalflug war die F-100 in Höhen ab etwa 6000 Metern schneller. Zudem verfügte die F-100 über eine längere potenzielle Flugdauer mit dem vorhandenen Treibstoff. Insgesamt zeigte sich, dass Piloten angesichts der hohen Fluggeschwindigkeit und der zunehmenden Komplexität von Luftkämpfen mit dem Einsatz von Lenkraketen zunehmend überfordert waren. Dies führte dazu, dass in folgenden Flugzeuggenerationen Computer zur Unterstützung eingesetzt wurden. Von 1959 an bildete die Air Force an der F-100 vorübergehend überhaupt nicht mehr praktisch im Luftkampf aus. Später wurden selbst das Abfangen und das Schießen auf Luftziele nicht mehr geübt, sondern nur noch der konventionelle und nukleare Bombenabwurf. Erst während des Vietnamkriegs wurde der Luftkampf wieder in die praktische Ausbildung integriert.
Ihre ersten und zugleich auch die meisten praktischen Einsätze während ihrer gesamten Lebensdauer erlebte die F-100 in Vietnam. Dort flog sie Anfang des Jahres 1965 rund 200 Einsätze als Geleitjäger von Bomberverbänden über Nordvietnam, bevor sie in dieser Rolle von der McDonnell F-4C abgelöst wurde. Möglicherweise ereignete sich am 4. April 1965 der einzige Abschuss einer MiG-17 durch die Bordwaffen einer F-100D, der sich allerdings nicht zweifelsfrei nachweisen lässt. Insgesamt gingen in Vietnam 243 F-100 verloren, davon 198 im Einsatz.
Von den 273 gebauten Maschinen der Reihe F-100A stürzten 47 ab, viele davon im Landeanflug.
Der rasante technische Fortschritt ließ die Maschinen schon bald veralten. Bereits ab 1958 gingen die A-Versionen an die Air National Guard oder wurden an die Republik China (Taiwan) abgegeben. Wegen der zu erwartenden raschen Überalterung hatte auch die deutsche Luftwaffe 1957 von einer Beschaffung der von den USA angebotenen F-100D abgesehen.
Nachdem das Flugzeug nochmals mit Elektronik und Funksprech und -navigation aufgerüstet worden war, wurde es als Bomber, Jäger, Aufklärer, Wild Weasel und zur vorgeschobenen Beobachtung genutzt und aufgebraucht. Ab 1970 wurde die Hun durch die F-4 und F-111 ersetzt und an die Air National Guard abgegeben.
Viele außer Dienst gestellte Flugzeuge wurden zu unbemannten, ferngelenkten Drohnen (QF-100) umgebaut, die bei Waffentests als Ziel dienten. Andere wurden von der NASA als Testflugzeuge verwendet. Etwa 50 verbliebene Maschinen sind in Museen in Deutschland, Frankreich, England, der Türkei, den USA und anderen Ländern ausgestellt.

## Weitere Entwicklungsgeschichte
Die F-100B war eine vollständige Neukonstruktion mit YJ75-Triebwerk und wurde in YF-107 umbenannt.
Durch die Ablösung in der Jägerrolle wurde die F-100C als Jagdbomber weiterentwickelt und bekam Unterflügelstationen für Abwurfmunition. Dieses Flugzeug hatte auch eine Luftbetankungssonde und konnte als erste Version in der Luft aufgetankt werden. Am 20. August 1955 wurde mit einer C-Version durch den Testpiloten Horace A. Hanesder der erste absolute Geschwindigkeitsrekord nach den neuen Regeln für große Höhen von 1.323,09 km/h über der Mojave-Wüste erreicht, gleichzeitig war es der erste anerkannte Überschallweltrekord.
Die bedeutendste Version war die F-100D, sie hatte völlig neue Flügel mit geknickter Innenkante und konventionell nach außen verlegtem Querruder. Auch die Avionik wurde aufgerüstet mit einem Autopiloten und einem Bombenabwurfsystem, mit dem Atombomben auch im Tiefflug eingesetzt werden konnten.
Die einzige noch neu produzierte Variante war die zuerst TF-100C und später F-100F genannte Maschine. Es war eine zweisitzige Trainerversion, die aber voll kampftauglich war, obwohl nur zwei 20-mm-Kanonen eingebaut waren.

## Varianten
Insgesamt wurden 2294 F-100 gebaut:
YF-100A2 gebaut; Prototypen
F-100A203 gebaut; Jagdflugzeug mit J57-P-7-Triebwerk
RF-100A6 zu Aufklärungsflugzeugen umgebaute F-100A
YF-100BNeukonstruktion mit YJ75-Triebwerk, später YF-107
F-100C476 gebaut; Jagdbomber mit J57-P-21-Triebwerk, mehr Treibstoffvorrat und Luftbetankungsstutzen
TF-100CUmbau einer F-100C als zweisitziges Trainingsflugzeug durch Verlängerung des Vorderrumpfes um 36 Inch (91,44 cm). Diente als Prototyp für die F-100F.
F-100D1274 gebaut; Jagdbomber mit J57-P-21A-Triebwerk, vergrößerten Tragflächen und Heckflosse
F-100F339 gebaut; zweisitzige F-100D mit nur zwei 20-mm-Kanonen. Sieben F-100F wurden 1965 mit APR-25- und IR-133-Radarwarnern ausgerüstet. Später konnten sie auch AGM-45-Shrike-Lenkwaffen abfeuern. Diese Flugzeuge wurden als „Wild Weasel I“ bezeichnet.
DF-100FKontrollflugzeug für den Drohneneinsatz. Umbauten der F-100F.
NF-100FDrei umgebaute F-100F, die als Versuchsflugzeuge für technische Entwicklungen wie z. B. der Grenzschichtanblasung eingesetzt wurden.
F-100NVorgesehene NATO-Version mit vereinfachter Elektronik, nicht gebaut.
F-100SProjektierte Version mit einem Rolls-Royce Spey RB.168-25R-Triebwerk, nicht gebaut.

## Produktion
Abnahme der F-100 durch die USAF:
| Version     | Werk      | 1953 | 1954 | 1955 | 1956 | 1957 | 1958 | 1959 | SUMME | Preis         |
| ----------- | --------- | ---- | ---- | ---- | ---- | ---- | ---- | ---- | ----- | ------------- |
| YF-100A     | Inglewood | 2    |      |      |      |      |      |      | 2     |               |
| F-100A      | Inglewood | 1    | 70   | 132  |      |      |      |      | 203   | 1.014.908 USD |
| F-100C      | Inglewood |      | 1    | 283  | 167  |      |      |      | 451   | 661.931 USD   |
| F-100C      | Columbus  |      |      | 5    | 20   |      |      |      | 25    | 661.931 USD   |
| F-100D      | Inglewood |      |      | 1    | 412  | 385  | 102  | 40   | 940   | 696.146 USD   |
| F-100D      | Columbus  |      |      |      | 94   | 240  |      |      | 334   | 696.146 USD   |
| F-100F      | Inglewood |      |      |      |      | 167  | 87   | 40   | 294   | 752.064 USD   |
| F-100F MDAP | Inglewood |      |      |      |      |      | 30   | 15   | 45    |               |
| SUMME       |           | 3    | 71   | 421  | 693  | 792  | 219  | 95   | 2294  |               |

Neben den 243 Einsatzverlusten in Vietnam gingen durch Unfälle bis zum 30. September 1976 insgesamt 849 F-100 durch Flug- und 10 durch Bodenunfälle, d. h. mehr als ein Drittel aller gebauten Flugzeuge, verloren.

## Nutzer
Dänemark (Flyvevåbnet)
 Frankreich
 Taiwan
 Türkei
 Vereinigte Staaten

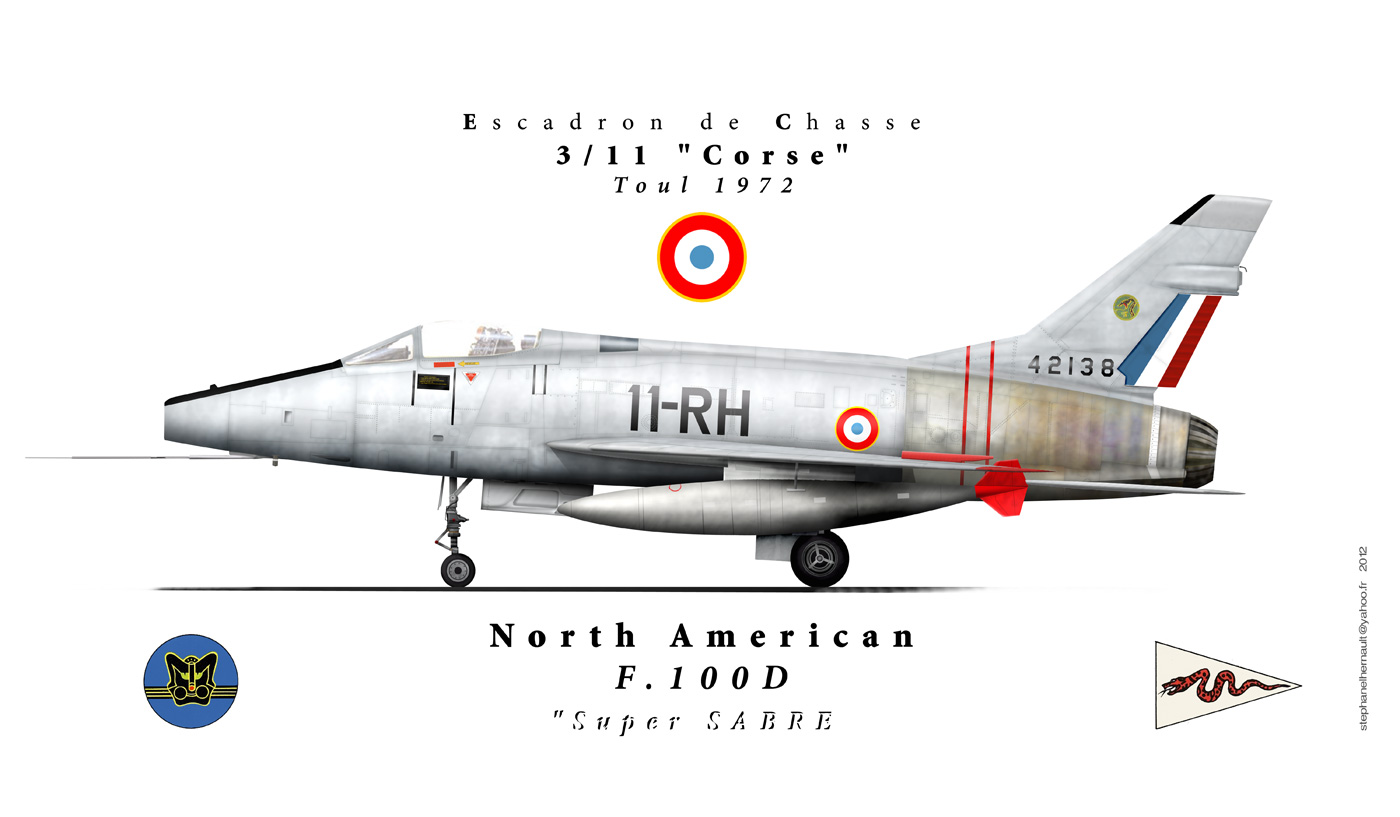
F100 D E.C 3/11 „Corse“
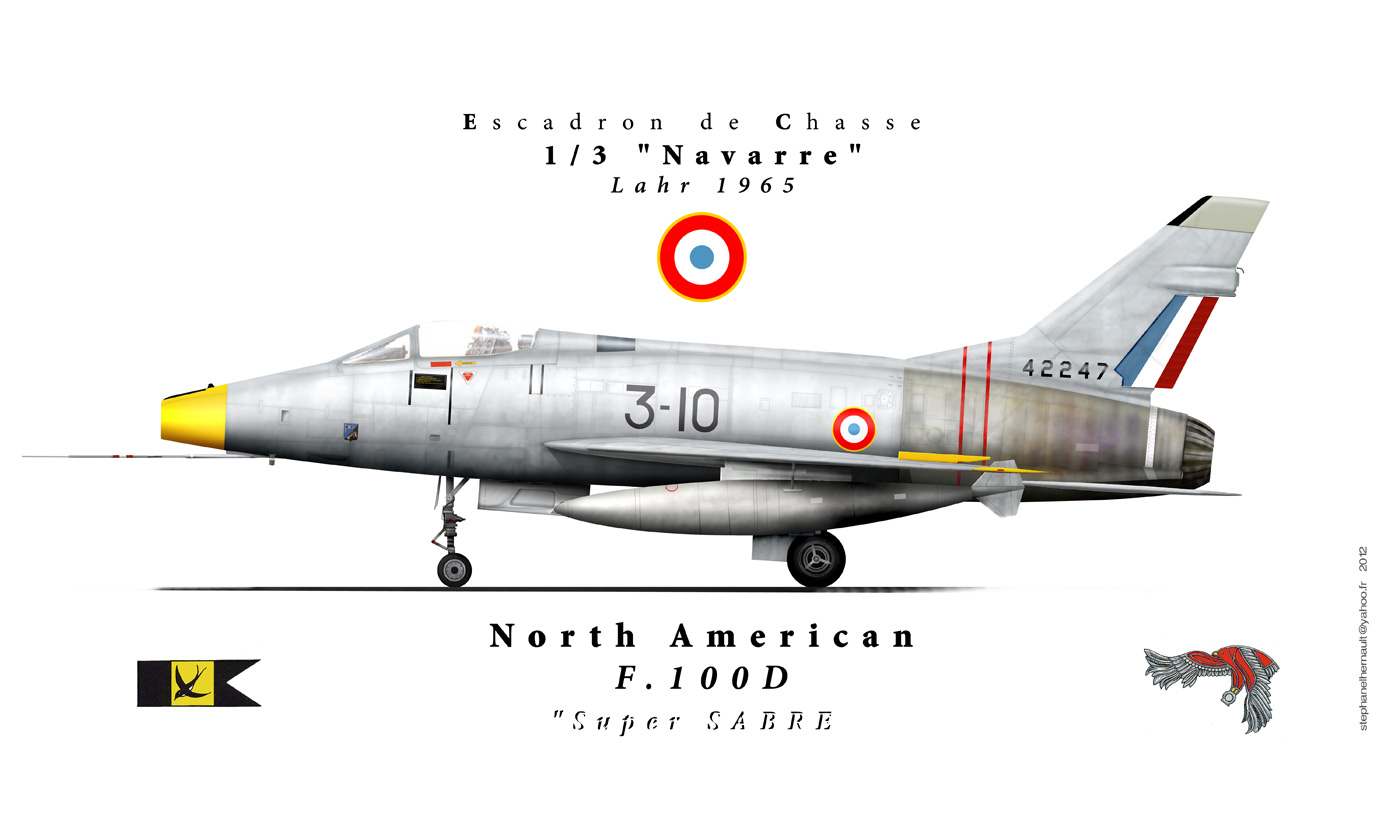
F100 D E.C 1/3 „Navarre“
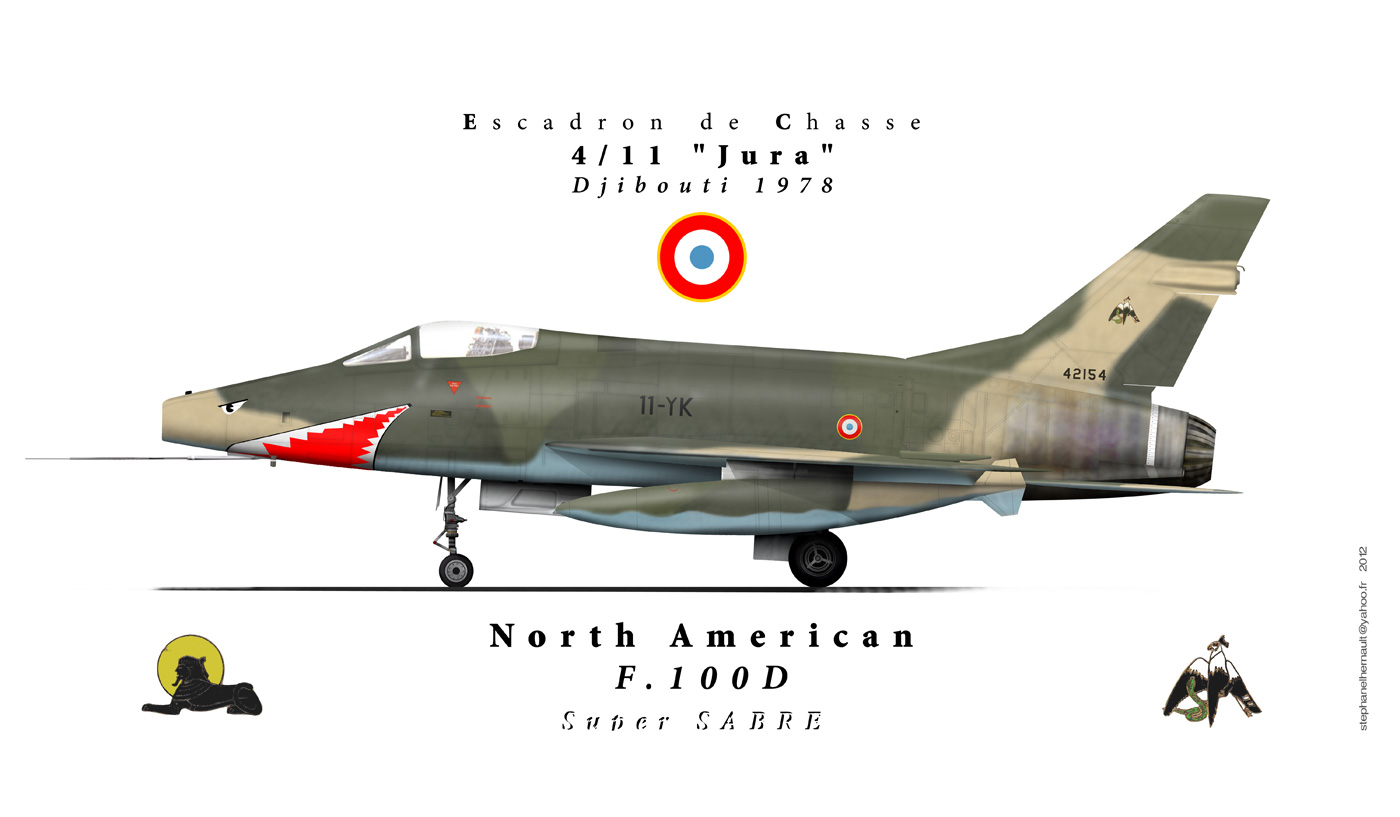
F100 D E.C 4/11 „Jura“
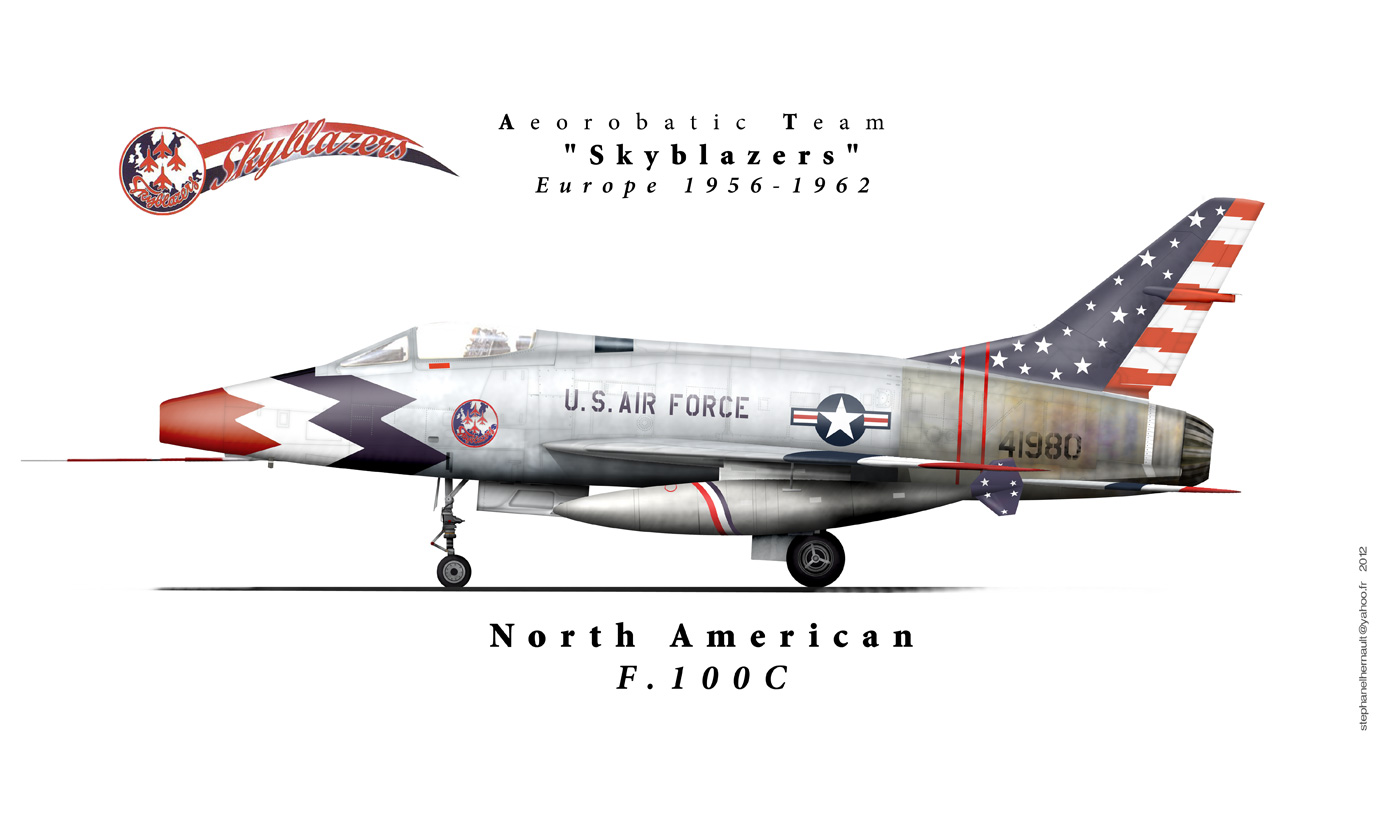
F100 C Skyblazers Aerobatic Team

## Technische Daten F-100D-75-NA
| Kenngröße                   | Daten                                                                                |
| --------------------------- | ------------------------------------------------------------------------------------ |
| Typ                         | einsitziger Jagdbomber                                                               |
| Länge                       | 14,36 m                                                                              |
| Spannweite                  | 11,82 m                                                                              |
| Höhe                        | 4,95 m                                                                               |
| Flügelfläche                | 35,77 m²                                                                             |
| Flügelstreckung             | 3,9                                                                                  |
| Leermasse                   | 9.526 kg                                                                             |
| Zuladung                    | 3.402 kg                                                                             |
| max. Startmasse             | 15.800 kg                                                                            |
| Triebwerk                   | ein Turbojet mit Nachbrenner Pratt & Whitney J57-P-21A, max. 7.689 kp Schub          |

North American F-100D Super Sabre

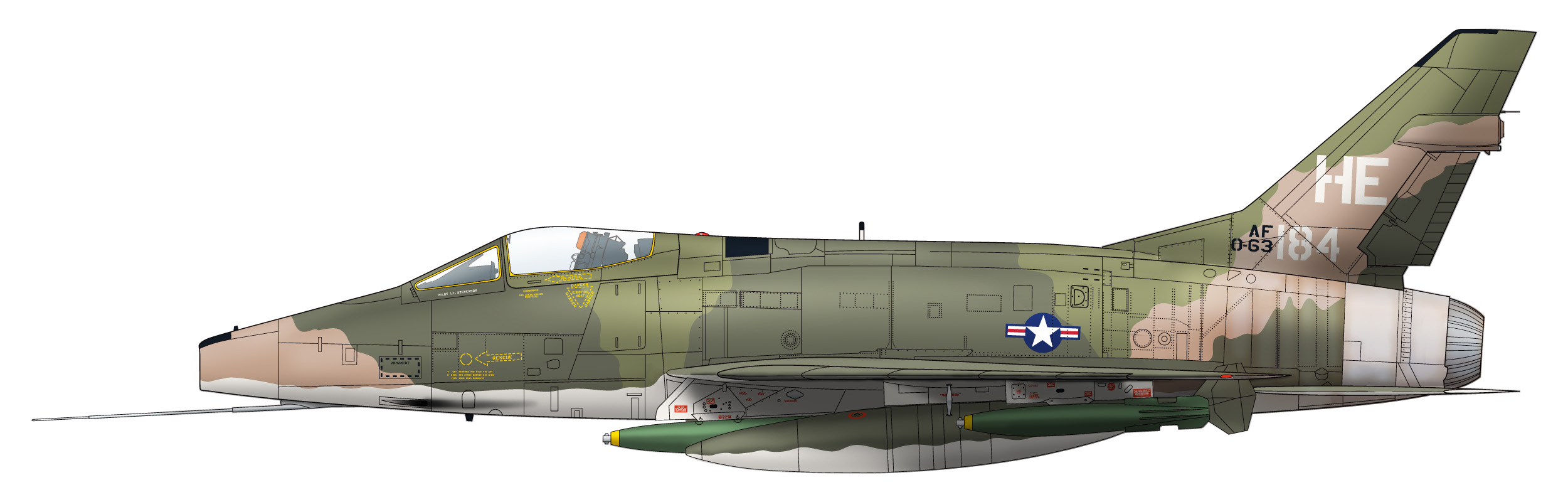
F-100D-75-NA

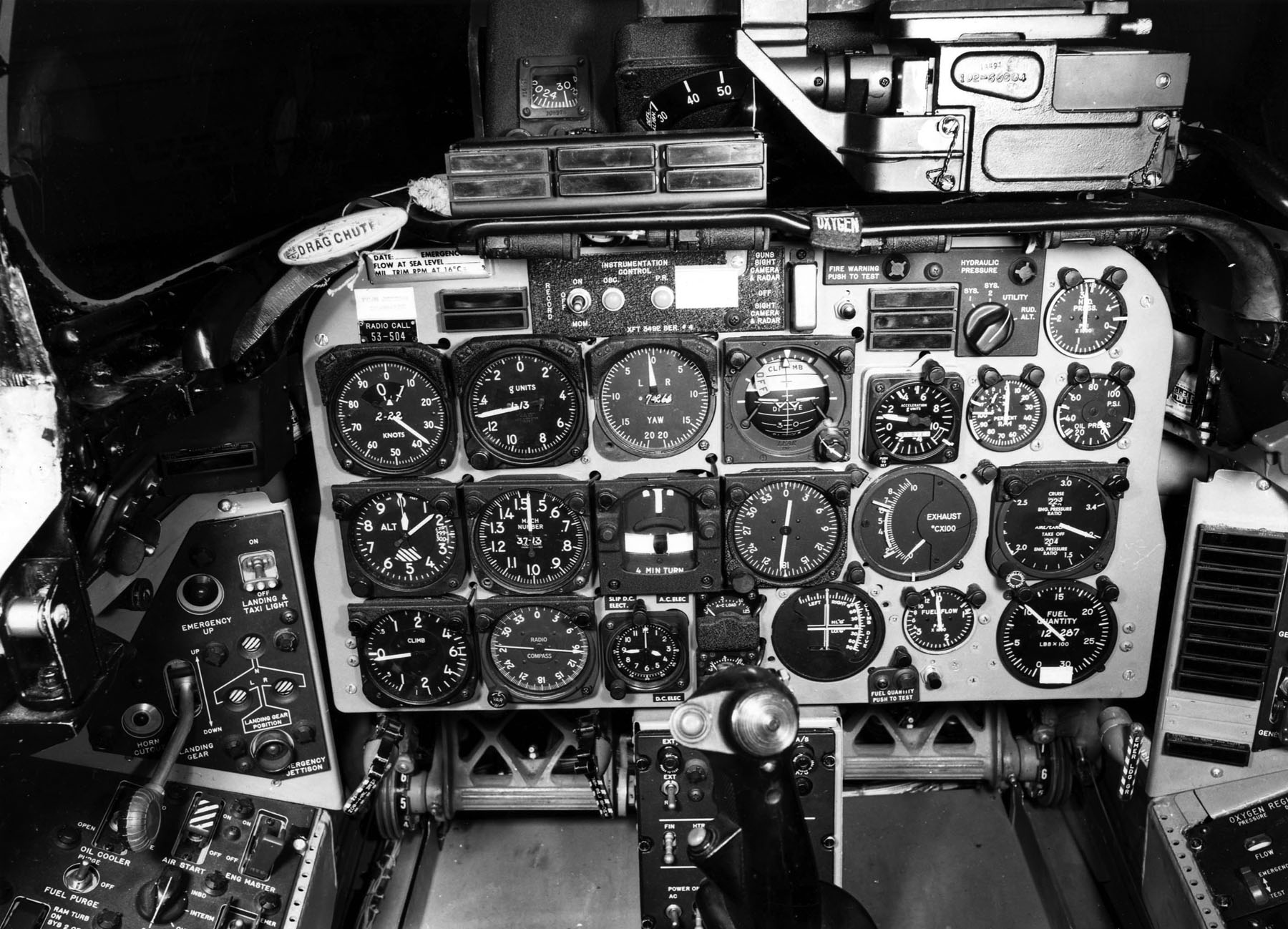
Cockpit einer North American F-100D

| Höchstgeschwindigkeit       | - 1.390 km/h bzw. Mach 1,3 in 10.000 m Höhe - 1.239 km/h bzw. Mach 1,013 im Tiefflug |
| Anfangssteiggeschwindigkeit | 83,06 m/s (ohne Außenlasten)                                                         |
| Dienstgipfelhöhe            | 14.020 m                                                                             |
| Reichweite                  | - 966 km - 2.494 km mit Zusatztanks                                                  |

## Bewaffnung
Interne Rohrwaffen
- 4 × 20-mm-Revolver-Maschinenkanonen Pontiac M39A1 (T-160) mit je 200 Schuss

Kampfmittel bis zu 3.402 kg an vier Außenlaststationen
Luft-Luft-Lenkflugkörper
- 2 × LAU-7/A-Startschienen für je 1 × Ford Aerospace AIM-9B „Sidewinder“ – infrarotgesteuerter selbstzielsuchender Kurzstrecken-Luft-Luft-Lenkflugkörper

Luft-Boden-Lenkwaffen
- 2 × LAU-118-Startschienen für je 1 × Texas Instruments AGM-45A/B „Shrike“ – selbstzielsuchender Radarbekämpfungsflugkörper
- 2 × Martin-Marietta AGM-12B/C „Bullpup“ – funkgesteuerte Lenkflugkörper

Ungelenkte Luft-Boden-Raketen
- 4 × Raketen-Rohrstartbehälter LAU-10/A für je 4 × ungelenkte Zuni-Luft-Boden-Raketen; Kaliber 127 mm / 5 Inch
- 4 × Raketen-Rohrstartbehälter LAU-3/A für je 19 × ungelenkte Hydra-Luft-Boden-Raketen; Kaliber 70 mm / 2,75 Inch
- 4 × Raketen-Rohrstartbehälter LAU-68/A für je 19 × ungelenkte Hydra-Luft-Boden-Raketen; Kaliber 70 mm / 2,75 Inch

Ungelenkte Bomben
- 4 × Mark 82 LDGP (241 kg / 500-lb-Freifallbombe)
- 4 × M117 (372 kg / 820-lb-Freifallbombe)
- 4 × BLU-1/B (395 kg / 750-lb-Napalmbombe)
- 4 × BLU-27/B (395 kg / 750-lb-Napalmbombe)
- 4 × BLU-11/B (227 kg / 500-lb-Napalmbombe)
- 4 × BLU-23/B (222 kg / 500-lb-Napalmbombe)
- 4 × BLU-32/B (267 kg / 500-lb-Napalmbombe)
- 4 × BLU-10A/B (113 kg / 250-lb-Napalmbombe)
- 2 × CBU-24/B Streubombe mit 655 BLU-26-Splitterbomblets
- 2 × CBU-39/B Streubombe (380 kg / 840-lb) mit 670 BLU-36-Splitterbomblets
- 1 × B28 (nukleare Freifallbombe mit 1,45-MT-Sprengsatz)
- 1 × B43 (nukleare Freifallbombe mit 1-MT-Sprengsatz)
- 1 × Mk.7 (nukleare Freifallbombe mit 61-kT-Sprengsatz)
- 1 × Mk.38 (nukleare Freifallbombe mit 3,75-MT-Sprengsatz)

Externe Behälter
- 2 × CBU-1/A Streumunitionsbehälter für 508 BLU-4/B-Splitterbomblets
- 2 × CBU-2/A Streumunitionsbehälter für 360 BLU-3/B-Splitterbomblets
- 2 × CBU-19/A Streumunitionsbehälter für 528 BLU-39/B23-CS-Bomblets
- 2 × SUU-13/A Streumunitionsbehälter für verschiedene Bomblets
- 4 × SUU-14/A Streumunitionsbehälter für verschiedene Bomblets
- 2 × SUU-38/A Streumunitionsbehälter für 540 BLU-42 oder BLU-54-Antipersonenminen
- 2 × abwerfbare Zusatztanks für 1.000 Liter Kerosin